# Dã quỳ
Dã quỳ, cúc quỳ, sơn quỳ, quỳ dại, hướng dương dại, hướng dương Mexico, cúc Nitobe, quỷ già (do nói lái từ "dã quỳ") (danh pháp hai phần: Tithonia diversifolia) là một loài thực vật trong họ Cúc (Asteraceae), hiện nay phân bổ rộng khắp trong các khu vực cận nhiệt đới và nhiệt đới, chẳng hạn như Trung Mỹ, Đông Nam Á và châu Phi. Phụ thuộc vào khu vực, nó có thể là cây một năm hay cây lâu năm, dạng cây bụi cao tới 2–3 m với thân cây mọc thẳng và đôi khi hóa gỗ. Hoa màu vàng cam. Nói chung người ta công nhận rằng nó ở một giai đoạn nào đó là cây bản địa của khu vực Trung Mỹ hoặc México, vì thế mà có tên gọi hướng dương Mexico.

## Biểu tượng và sử dụng

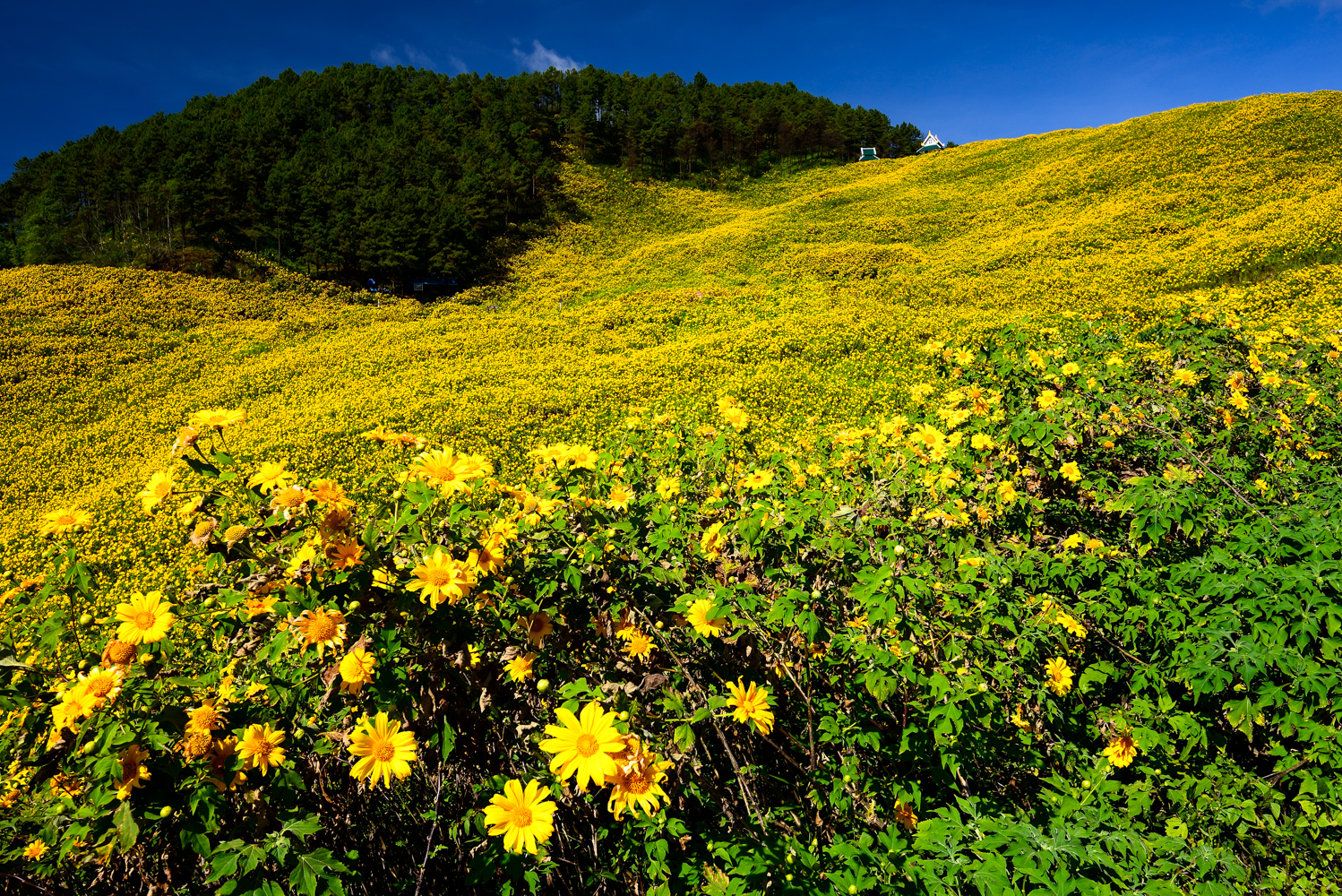
Đồi hoa dã quỳ tại huyện Khun Yuam thuộc tỉnh Mae Hong Son, Thái Lan.

- Tại Nhật Bản, vào cuối thời kỳ Minh Trị, loài cây này được nhập khẩu như là cây cảnh mặc dù nó đã từng được trồng tại đây, dù rất ít. Có vị đắng đặc trưng, nó được sử dụng để gây sốt nhằm chống lại ngộ độc, mặc dù không được sử dụng cho các mục đích y học trực tiếp. Người ta cho rằng loài này được Nitobe Inazo đưa vào Nhật Bản, vì thế mà có tên gọi trong tiếng Nhật là cúc Nitobe (ニトベギク; Nitobegiku).
- Tại Mexico, nó được sử dụng để chữa bong gân, gãy xương, các vết thâm tím và các vết giập.
- Tại miền nam Trung Quốc nó được sử dụng để chữa trị một số bệnh đường da (như bệnh nấm bàn chân), ra mồ hôi trộm ban đêm, cũng như trong vai trò của thuốc lợi tiểu, thuốc nhuận gan, thuốc chữa bệnh vàng da và viêm bàng quang.
- Dã quỳ được bán tại thị trường thuốc thảo mộc ở Đài Loan như một loại trà để cải thiện chức năng gan.
- Nó là biểu tượng của tỉnh Mae Hong Son, Thái Lan.
- Tại Việt Nam, dã quỳ đã được người Pháp đưa vào các đồn điền ở Lâm Đồng. Nó được trồng khi đó để làm phân xanh cho các vườn cà phê, cao su. Thân dã quỳ chứa nhiều chất P, Ca, Mg nên làm phân hữu cơ khá tốt. Nhờ hạt dễ phát tán, cây dễ trồng nhờ giâm cành nên loài cây này dần dà chiếm lĩnh các nơi hoang dại ở khắp Tây nguyên. Tên dã quỳ xuất hiện trên văn chương từ thập niên 1970, trước đó người ta gọi nó là sơn quỳ. Dã quỳ cũng đã được sử dụng làm biểu tượng chính cho lễ hội hoa Đà Lạt tháng 12 năm 2005. Ở Gia Lai, hoa dã quỳ mọc và nở rộ khắp núi lửa Chư Đăng Ya, hằng năm tỉnh Gia Lai tổ chức lễ hội hoa Dã Quỳ tại chân núi.

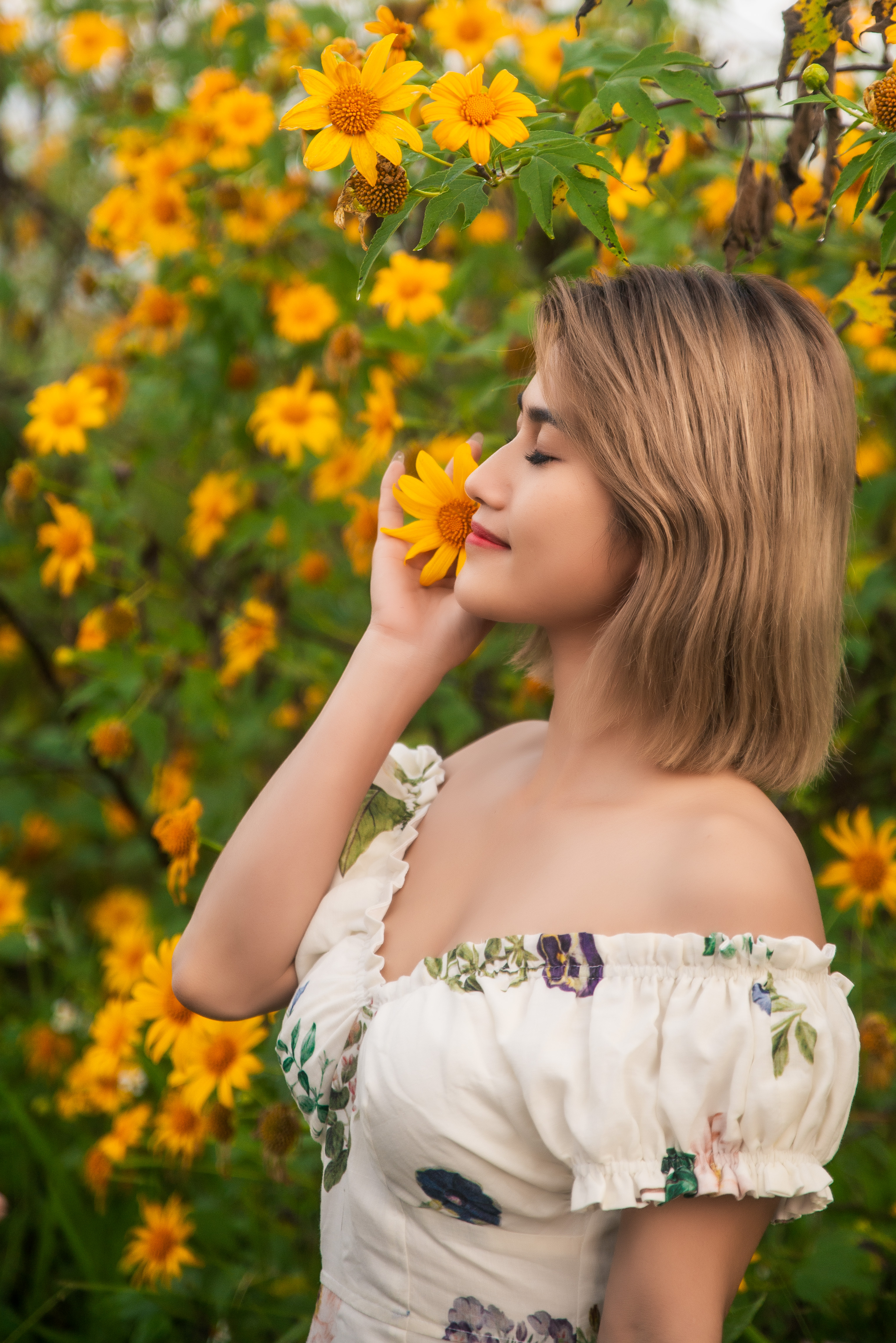
Một thiếu nữ làm đẹp với hoa dã quỳ (Lâm Đồng, Việt Nam).

Ở Việt Nam, dã quỳ thường ra hoa vào mùa đông, vàng rực cả triền đồi và thảo nguyên. Loài cây này có thể coi như là một loài cây báo hiệu cho sự xuất hiện của mùa khô, khi hoa dã quỳ nở có nghĩa là mùa khô đã đến rất gần. Lá của cây này còn sử dụng trong một bài thuốc dân gian để chữa bệnh ghẻ.

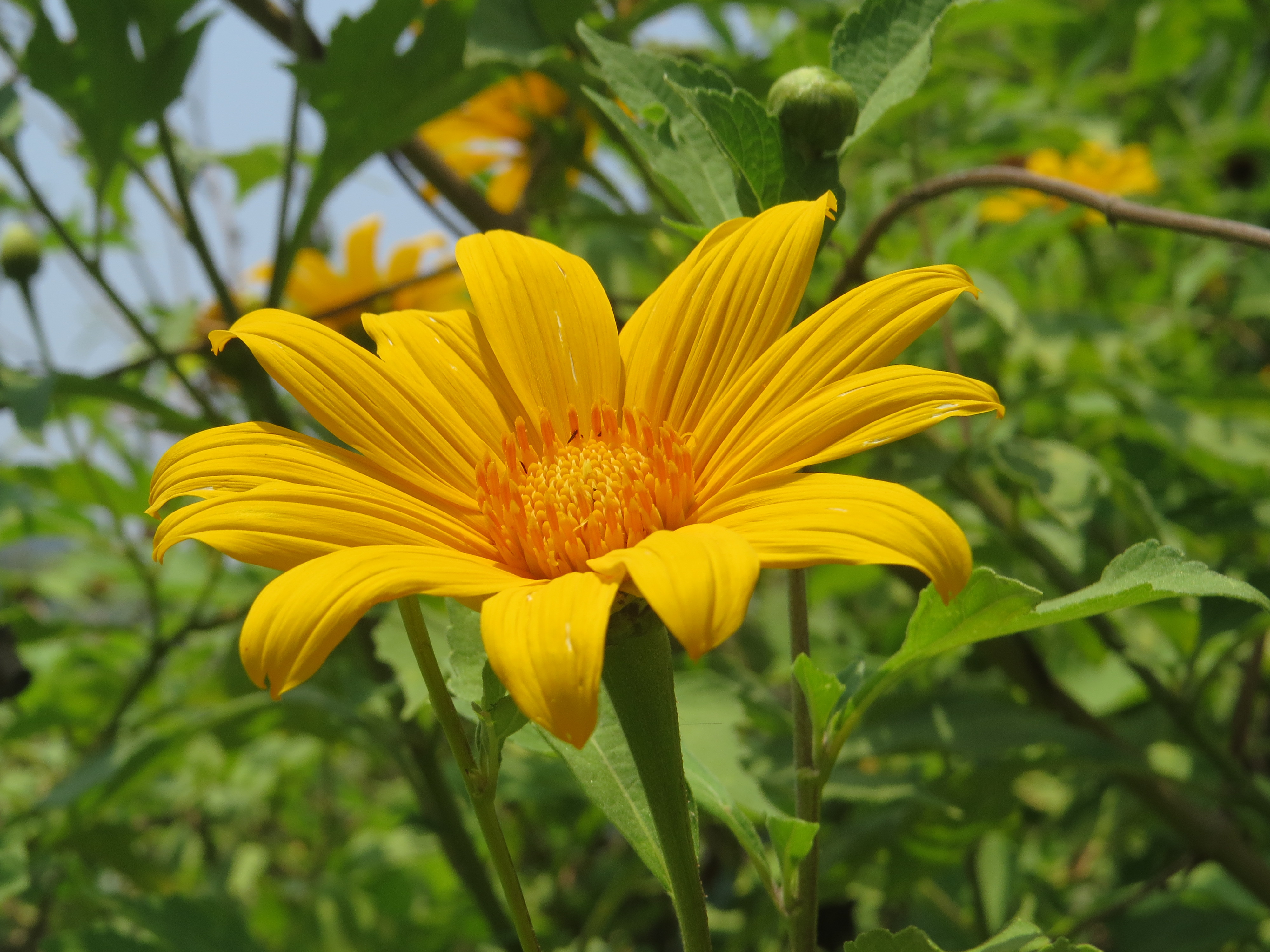
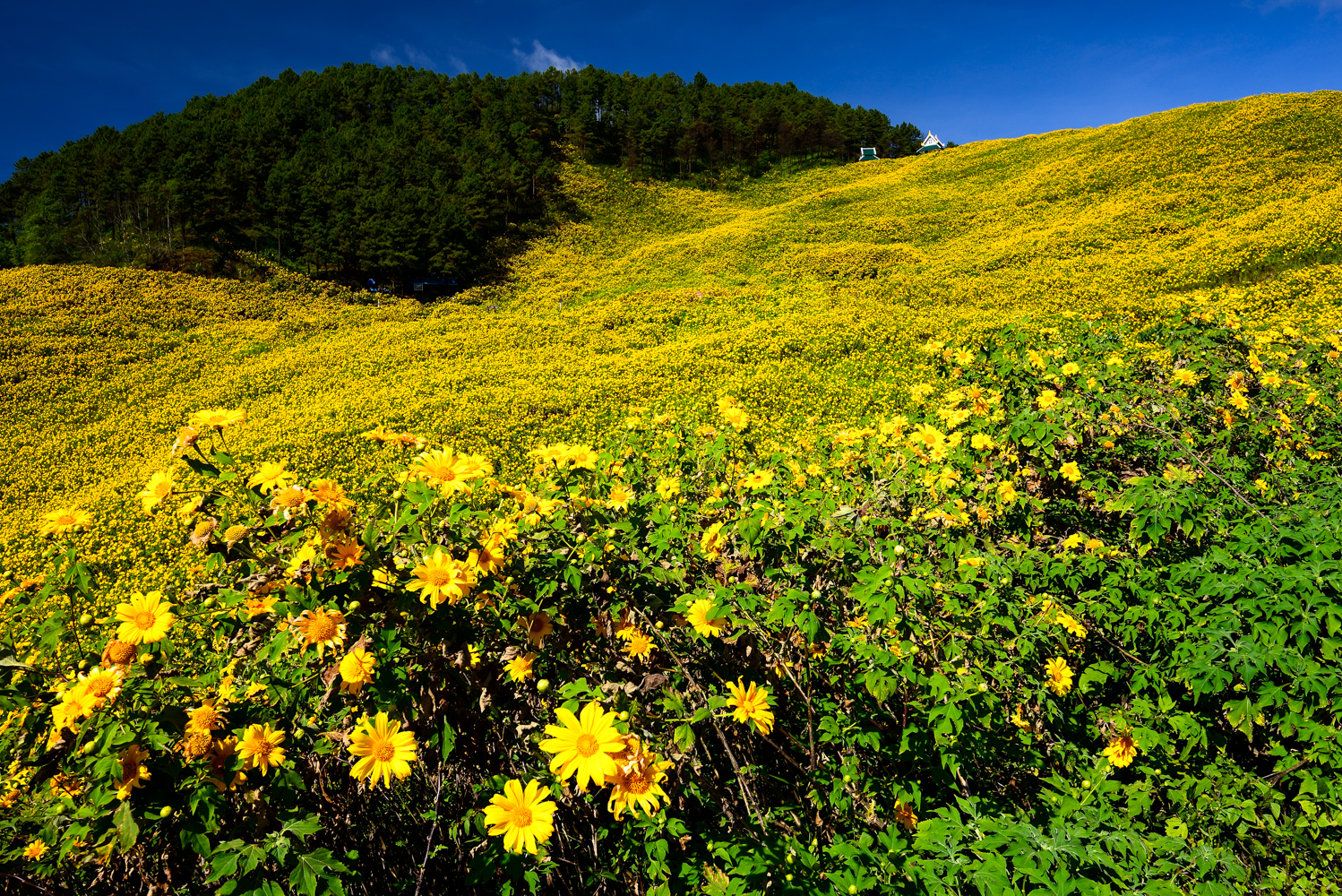
Đồi hoa dã quỳ tại huyện Khun Yuam thuộc tỉnh Mae Hong Son, Thái Lan.
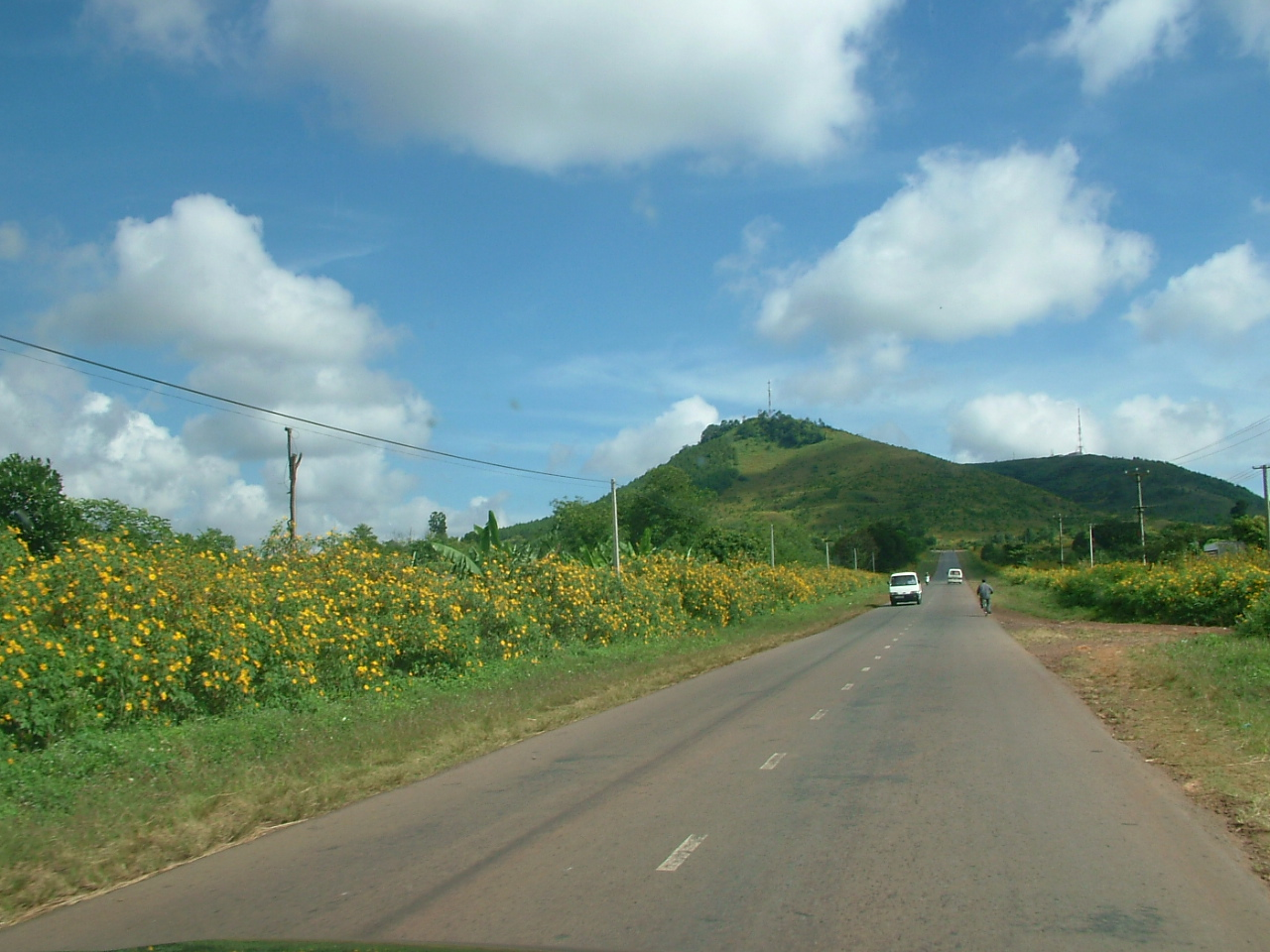
Dã quỳ nở vàng trên quốc lộ 19 đoạn qua Chư Sê Gia Lai
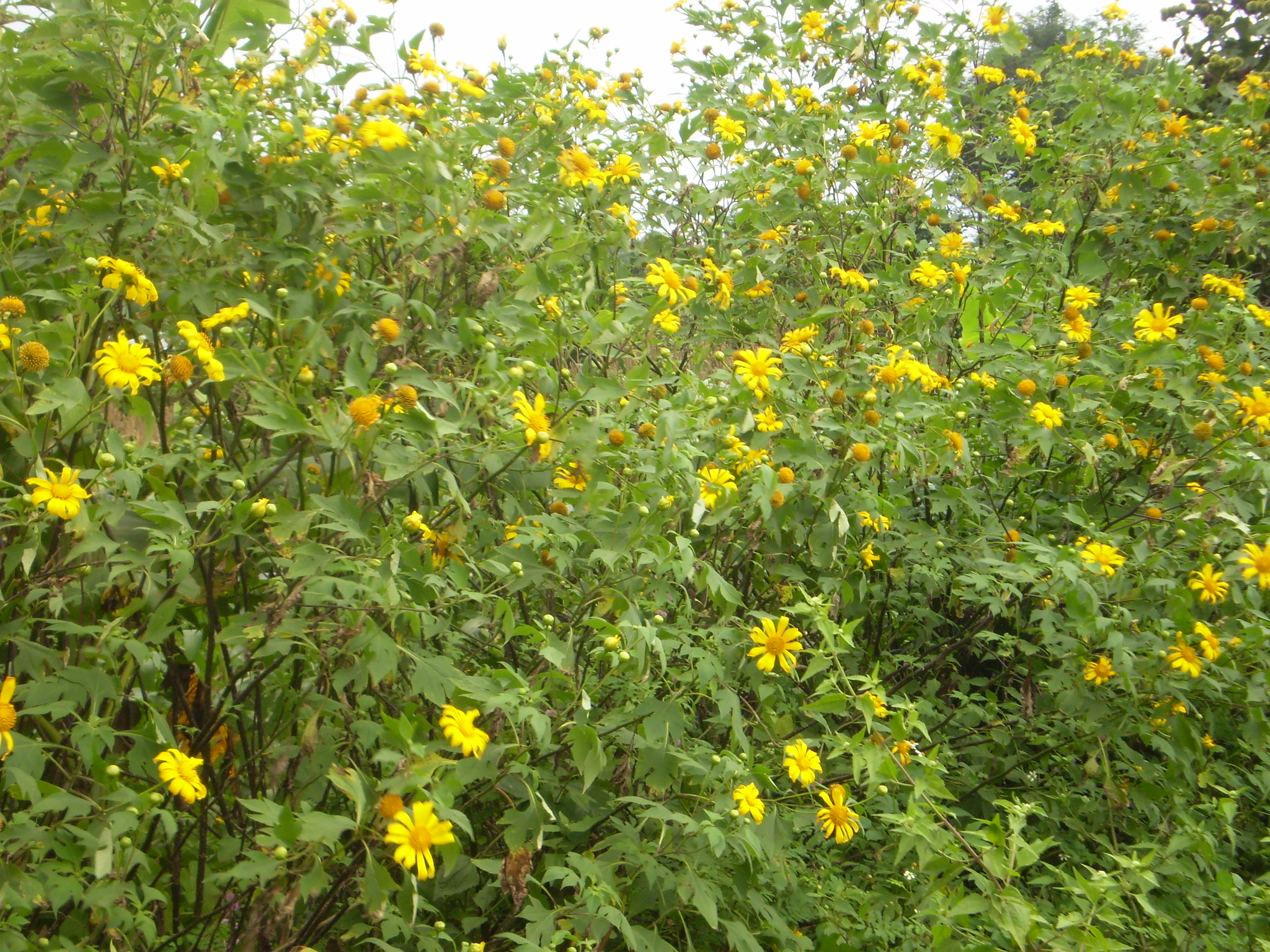
Dã quỳ ở Tây Nguyên
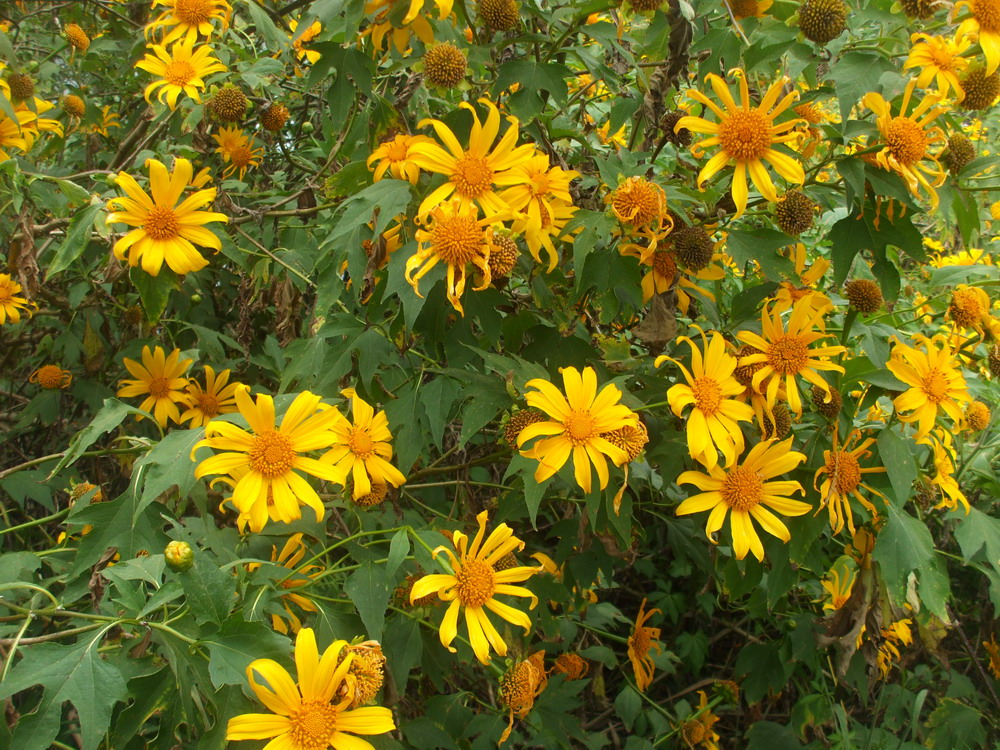
Dã quỳ ở Đà Lạt
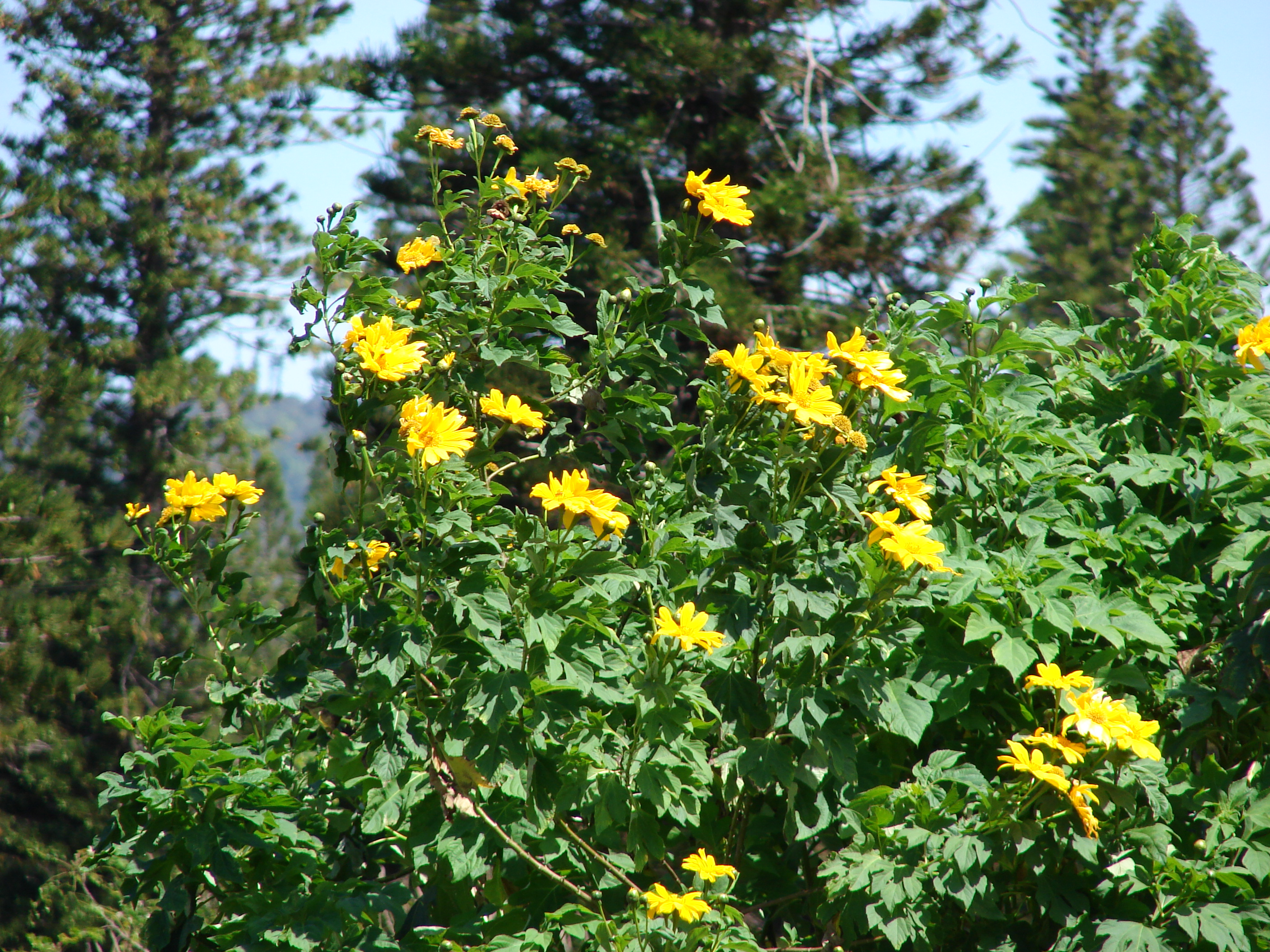
Ở Lanai, Hawaii